# 朝鮮夾棋
朝鮮夾棋（韓語：팔팔고누），是韓國的兩人傳統棋類。

## 棋具
- 棋盤常採用4*4到9*9縱橫線交叉的棋盤。
- 棋盤數等於線數。

## 規則
- 初始佈置是雙方棋子各置於靠近己方的底橫線。

- 雙方輪流移動一己子，沿線至空鄰點。
  - 移動後若使一枚以上緊連的敵棋被己棋夾著在縱或橫線，便吃掉該敵棋。
  - 移動後若使一枚以上在角落的敵棋被己棋縱與橫線包夾，便吃掉該敵棋。
- 將對方棋子消滅剩下兩枚以下即獲勝[3]。

## 外部連結
- 韓國傳統棋類介紹[永久]
- 棋具照片[永久]